# Robert Dale Owen

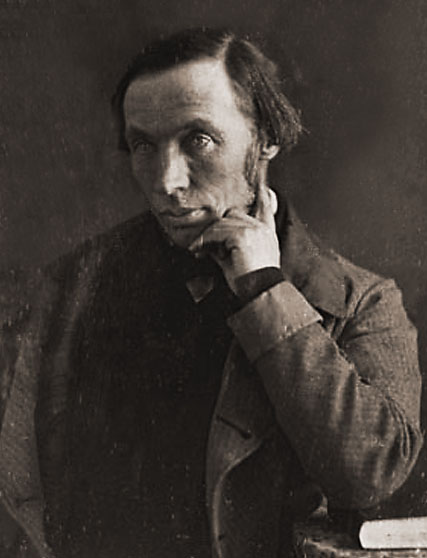
Robert Dale Owen

Robert Dale Owen (Glasgow, 7 novembre 1801 – Lake George, 24 giugno 1877) è stato un politico e diplomatico statunitense.

## Biografia
Robert Dale Owen era il figlio dell'imprenditore e politico britannico Robert Owen. Emigrò in America nel 1825 con i suoi genitori, che si stabilirono nella contea di Posey, nell'Indiana. Owen sostenne suo padre nella creazione della prima cooperativa di produzione socialista a New Harmony. Dopo che questo progetto fallì, tornò in Europa per studiare. Nel 1827 ritornò negli Stati Uniti e divenne cittadino americano. Dal 1828 al 1832, Owen co-fondò e curò la rivista Free Enquirer a New York. Il libro di Owen Moral Physiology (pubblicato nel 1830 o 1832) fu il primo libro pubblicato in America a sostenere il controllo delle nascite. 
Dal 1835 al 1838, Owen fu membro della Camera dei rappresentanti dell'Indiana. Dopo due candidature infruttuose nel 1838 e nel 1840, fu eletto nel 1842 rappresentante per il primo distretto dell'Indiana al 28º Congresso, dove era membro dei Democratici. Owens prestò servizio al Congresso fino al marzo 1837. Nel 1850 fu delegato alla Convenzione costituzionale dell'Indiana e nel 1851 di nuovo rappresentante nella legislatura statale.
Owen era un membro di spicco del Partito Democratico per l'abolizione della schiavitù. A Washington, D.C., Owen ha redatto la legge che istituisce lo Smithsonian Institution. Nel 1853 il presidente Franklin Pierce lo nominò ministro degli Stati Uniti (Incaricato d'Affari e Ministro Residente) presso il Regno delle Due Sicilie a Napoli dove rimase fino al 1858. Tornato negli Stati Uniti, dedicò il resto della sua vita alla scrittura di problemi sociali.
La città di Dale, nello stato dell'Indiana venne intitolata in suo onore.